# La vicaria
La vicaria és un quadre pintat per Marià Fortuny i Marsal l'any 1870, obra culminant de l'anomenada pintura preciosista dins l'estil del realisme, que va assolir gran èxit a tot Europa com a expressió d'un realisme burgès, exempt del caràcter de crítica social. És exposat al Museu Nacional d'Art de Catalunya de Barcelona. El quadre està signat i datat «Fortuny 1870» a l'angle inferior esquerre.
En l'obra es representa la signatura d'un contracte matrimonial en unes oficines eclesiàstiques. L'artista posa molta atenció als detalls dels vestits, la decoració de la sala i l'ambient, malgrat les dimensions relativament reduïdes de l'obra (60 × 94 cm). En l'època, la burgesia preferia els quadres petits i de gènere costumista, del qual era el màxim exponent Jean-Louis-Ernest Meissonier, pintor que apareix retratat en l'obra com el militar del grup central. També apareixen membres de diferents grups socials per a poder il·lustrar els diferents tipus de vestuari i altres contrasts.

## Història
Fortuny va pintar el quadre poc després de casar-se a Roma amb Cecilia Madrazo, filla del pintor Federico Madrazo. Per a aquesta ocasió havia visitat diverses vegades la sagristia de l'església madrilenya de Sant Sebastià. En va fer diversos apunts des del 1867, tot i que l'espai representat és fictici. Com a figurants, van posar per a Fortuny diversos amics, entre els quals se cita el pintor basc Eduardo Zamacois y Zabala, que posa vestit de torero.

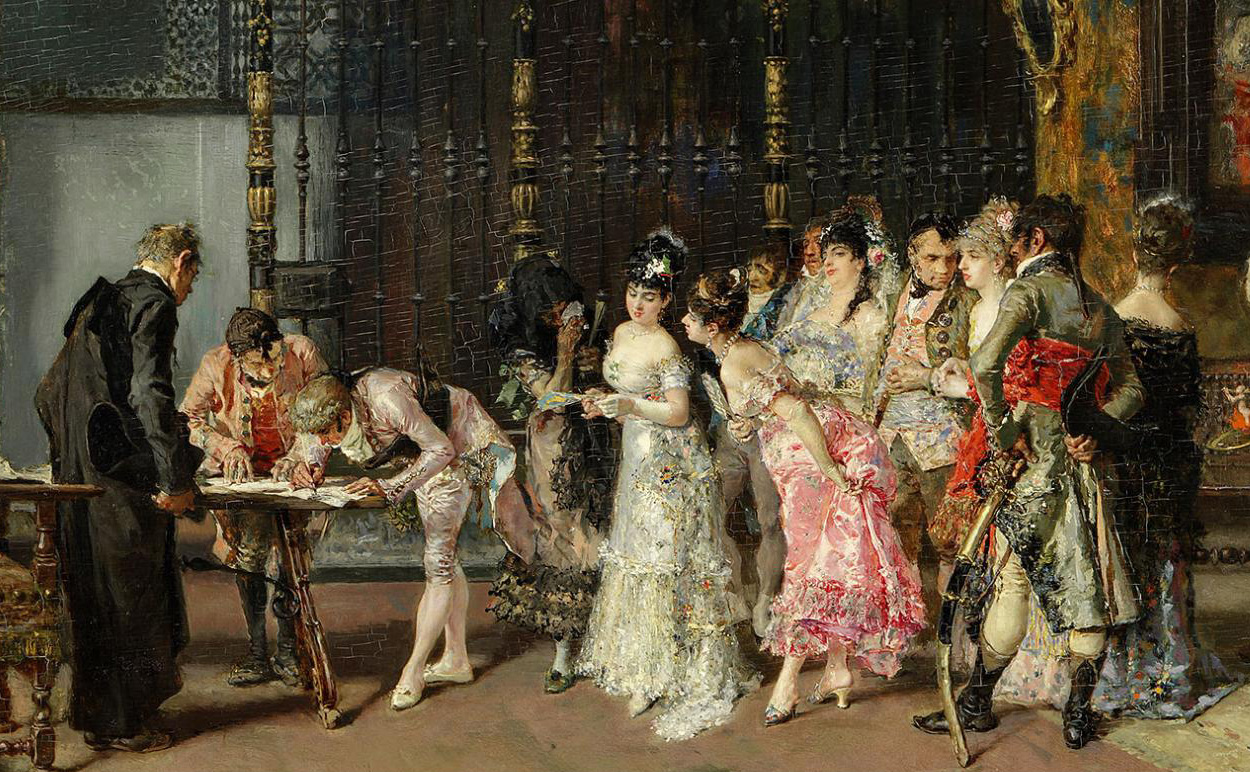
Detall de l'obra

L'obra es va presentar per primer cop en públic a París, més concretament a la galeria Goupil, el mes d'abril de 1870. Immediatament tingué un gran èxit tant de crítica com de públic, fet que va promocionar la carrera artística de Fortuny. La primera persona que la va adquirir va ser el mateix galerista, Adolphe Goupil, que en pagà 25.000 francs. No la va gaudir gaire, ja que al cap de pocs dies va tornar a vendre-la per 70.000 francs a una col·leccionista francesa. El 1922 fou adquirida per una subscripció pública i més endavant va passar a formar part de la col·lecció permanent del MNAC.

## Descripció
Fortuny era un pintor especialitzat en la pintura de gènere, però amb una visió prou particular d'aquesta. Aquesta obra és una demostració de la seva capacitat tècnica. Com a aspectes destacats de La Vicaria, cal destacar-ne la posada en escena, els personatges i la qualitat i la precisió de les pinzellades.
Fortuny va crear una composició en un espai fictici, on ajunta personatges de diverses classes socials, destacant l'elegància d'uns davant de les robes d'altres. Tot i tenir unes mides relativament petites, l'obra mostra un gran detall pel que fa a la fisonomia i la definició de tota mena de detalls, des dels materials que apareixen (fustes desgastades, metalls brillants, el vestit del torero) fins als acabaments dels vestits de les dones burgeses. En aquesta obra es nota la influència que artistes com Francisco de Goya van tenir sobre Fortuny, tant en la seva composició, amb diversos grups de gent en una mateixa obra, com en l'aspecte d'algunes de les figures. Fortuny, al seu torn, va influir molts d'altres artistes, donant pas al moviment conegut com a Fortunyisme.
La llum es troba repartida uniformement per tota l'escena i l'artista fa servir una paleta molt diversa de colors. L'acció de l'escena se centra en la signatura del contracte, que esdevé la base del punt de fuga de l'obra.
Pel que fa a l'escenari, l'artista crea sensació d'amplitud fent servir una reixa, ubicada darrere de l'acció, ampliant l'espai imaginari de la sala.

## Dibuixos preparatoris
Existeixen diversos dibuixos preparatoris de La vicaria, malgrat que algun d'ells resulti summament esquemàtic, conformen una de les expressions més paradigmàtiques del que es podria qualificar com un procediment de treball metòdic i analític, on dominen, entre d'altres, les actituds de la paciència, la precisió i el rigor. Es tracta d'un conjunt ric, amb un gran nombre de treballs preliminars, fets amb tècniques també diferents, que permeten reconstruir una seqüència evolutiva. El que resulta molt suggeridora és la versatilitat de l'autor, capaç de fer canvis estructurals i conceptuals de gran profunditat. Es podria dir que els canvis que introdueix no són epidèrmics ni es limiten a meres referències figuratives, tenen un abast intel·lectual molt més ambiciós, suposen la modificació de les relacions de les figures amb el seu entorn espacial.